# Amaré Barno
Amaré Barno (Blythewood, Carolina del Sur, 26 de abril de 1999) es un jugador profesional estadounidense de fútbol americano que se desempeña en la posición de linebacker en Carolina Panthers, equipo de la National Football League (NFL).

## Carrera
Fue seleccionado en la sexta ronda en la Reunión Anual de Selección de Jugadores de la NFL de 2022. Hizo su debut profesional con el equipo Carolina Panthers, donde lleva jugando dos temporadas.